# Sistema Colt Modelo 1927
La Sistema Colt Modelo 1927 es una pistola semiautomática argentina, copia bajo licencia de la Colt M1911A1, fabricada a mediados del Siglo XX.

## Historia
La historia de la pistola Sistema Colt Modelo 1927, comienza con la sanción de la Ley Nac. Secreta N.º: 11266 / 1923, la cual en uno de sus artículos presupuestaba la adquisición de armas portátiles y la base de conocimientos para su producción en el país. Debido a esta ley se nombró una comisión para que la llevara a cabo y en una de sus tratativas, celebró un contrato con la firma Colt, en el año 1927, para que esta produjera unas 10 000 pistolas Colt M1911A1, que llevarían una numeración propia de 1 a 10 000 y marcajes del Ejército Argentino y se denominaría Colt Cal. 45 Modelo 1927. Además incluía la provisión de todos los conocimientos actuales y futuros sobre la fabricación de la pistola M1911A1. Así pues la Argentina poseía todo el cúmulo de conocimientos, además de supervisión de técnicos de la Colt para producir las pistolas. En este punto solo faltaban las maquinarias que las fabricarían, las cuales fueron ordenadas a la Fritz Werner. Esta produjo no solo máquinas para la fabricación de la pistola sino también de su munición y de otras armas y municiones tales como fusiles Máuser o ametralladoras Madsen. Todas las máquinas están listas para 1933 y almacenadas en el arsenal Esteban De Luca.
En 1938 se elevó un proyecto de ley para crear la Dirección General de Fabricaciones Militares, y en octubre de 1941 se promulgó la ley, momento en que se comenzó a armar el esquema industrial que permitiría a la Argentina autoabastecerse en caso de conflicto de su propio armamento y que en tiempos de paz esas mismas industrias se volcarán a actividades productivas como la fabricación de ruedas para ferrocarriles, garrafas de gas, vagones de tren, rieles, discos de arado etc.
Para 1945 ya estaba lista la Fábrica Militar de Armas Portátiles "Domingo Matheu" en Rosario, por lo que se trasladaron las máquinas para la fabricación de las pistolas desde el Arsenal Esteba De Luca, donde se habían empezado a fabricar las primeras piezas desde el año 1943. Sin embargo, recién en 1945 es que se oficializa la producción de pistolas Sistema Colt Modelo 1927.
En 1962 se mudó la fabricación de esta pistola a la FMAP "Rosario", año en el cual no se produce ninguna, hasta que la producción finalmente cesó en 1966, y fue reemplazada por la pistola Browning Hi-Power calibre 9 mm y fabricada bajo licencia.

## Datos técnicos

### Características Técnicas
| Longitud Total                | 216 mm    |
| Longitud de la línea de miras | 165 mm    |
| Peso aproximado sin munición  | 1 090 g   |
| Peso aproximado con munición  | 1 308 g   |
| Peso del cargador vacío       | 78 g      |
| Peso del cargador lleno       | 218 g     |
| Largo del cañón               | 128,24 mm |
| Calibre entre campos          | 11,25 mm  |
| Número de estrías             | 6         |
| Calibre entre fondos          | 11,43 mm  |
| Ancho del campo               | 3,86 mm   |
| Profundidad de estrías        | 0,09 mm   |
| Ancho del fondo               | 1,96 mm   |
| Longitud de la recámara       | 22,86 mm  |

### Números de serie y año de fabricación
| Año  | Producción | N° de serie       |
| ---- | ---------- | ----------------- |
| 1945 | 6 000      | 24 001 - 30 000   |
| 1946 | 7 628      | 30 001 - 37 628   |
| 1947 | 5 000      | 37 629 - 42 628   |
| 1948 | 7 000      | 42 629 - 49 628   |
| 1949 | 5 000      | 49 629 - 54 628   |
| 1950 | 8 000      | 54 629 - 62 628   |
| 1951 | 8 011      | 62 629 - 70 639   |
| 1952 | 7 016      | 70 640 - 77 655   |
| 1953 | 2 500      | 77 656 - 80 155   |
| 1954 | 5 000      | 80 156 - 85 155   |
| 1955 | 2 500      | 85 156 - 87 655   |
| 1956 | 2 500      | 87 656 - 90 155   |
| 1957 | 5 626      | 90 156 - 95 781   |
| 1958 | 5 547      | 95 782 - 101 328  |
| 1959 | 5 000      | 101 329 - 106 328 |
| 1960 | 2 066      | 106 329 - 108 394 |
| 1961 | 1 000      | 108 395 - 109 394 |
| 1962 | 0          | N/A               |
| 1963 | 600        | 109 395 - 109 994 |
| 1964 | 750        | 109 995 - 110 744 |
| 1965 | 1 250      | 110.745 - 111 994 |
| 1966 | 500        | 111 995 - 112 494 |

Total: 88 494 unidades

## Fabricación

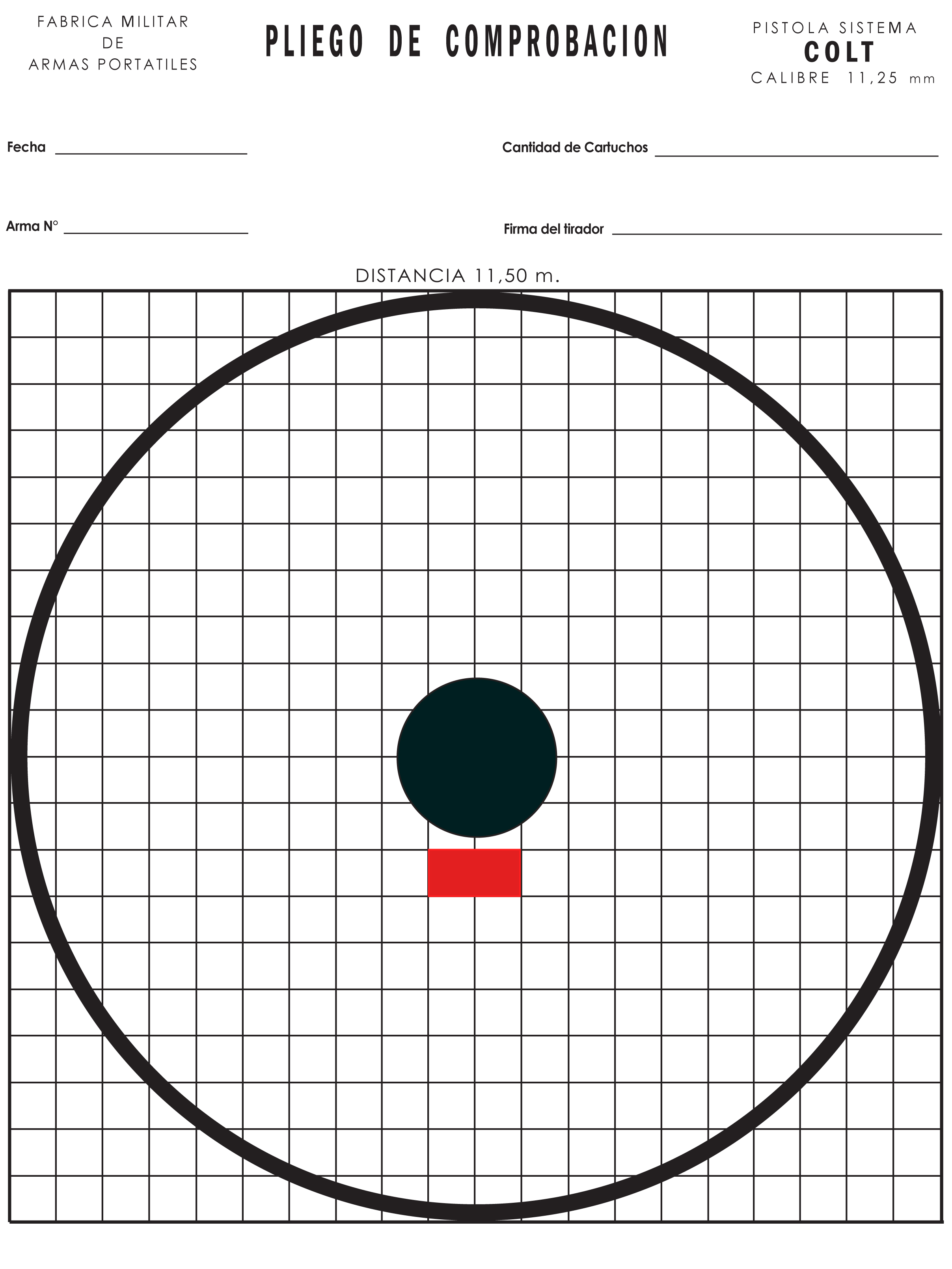
Pliego de comprobación usado por la FMAP, para la pistola Sistema Colt 1927.

La fabricación de la pistola Sistema Colt modelo 1927 sería imposible hoy en día, por los costos y la cantidad de mano de obra especializada con la que se debería contar. Comienza por el forjado de sus partes principales que son la corredera y el armazón, partiendo de acero SAE 1045/1050. Luego de su forjado comienza a sacarse lo que sobra mediante el mecanizado de las partes.
Los cañones también provenían de acero SAE 1045/1050 que se recocían y se mecanizaban. Al principio la manufactura de las estrías se hacía por arranque de viruta, pero luego se perfeccionó el sistema haciendo pasar 6 bolitas en la posición de las estrías varias veces hasta dar la forma a las estrías. 
Posteriormente se templaban y se revenían los cañones. Terminado este proceso se pasaba a la Prueba de Sobrepresión con cargas especiales. Una vez que pasaba la prueba se lo marcaba con un punto en la zona de sujeción de la cadeneta del cañón
Una vez terminada la pistola, se la probaba para su funcionamiento y precisión. La pistola pasaba por este proceso totalmente cruda, es decir sin pulir y solo con el número de serie del armazón estampado en el lugar del estuche del muelle real. Se llamaba Prueba de Comprobación que incluía el montaje, precisión y reglaje. 
Aprobada la prueba se la pulía, se le marcaba los números de serie por medio de un pantógrafo en la corredera y el armazón, por medio de arranque de viruta en el cañón y en la parte superior de la corredera entre el alza y la ventana de expulsión. Finalizado esto se le grababa la dependencia oficial que la requería y el escudo nacional.
Para hacer estos grabados, se utilizaba mucha mano de obra especializada, ya que lo que se hacía era pintar con una solución de brea y nafta el lugar del grabado, dejarla secar y luego con un pantógrafo grabar sobre esta superficie. El metal expuesto luego era empapado con una solución ácida que hacía lo suyo y dejaba el metal grabado.
Terminando todo este proceso se procedía a pavonarla con un medio alcalino que le dejaba un pavón negro.
Todas las pistolas salían de la FMAP con un pliego de comprobación donde se disparaban 7 tiros (un cargador). Los dos primeros generalmente se utilizaban para poner a punto los mecanismos de puntería. El pliego de comprobación era una hoja con una cuadrícula de 20 cm por 20 cm y se ponía a una distancia de 11,50 metros. EL proceso era el siguiente: Se nombraba un tirador, el cual firmaba el pliego. Se apoyaba la pistola en una mesa de tiro, donde se afirmaba la pistola. Se procedía al primer disparo y se observaba el pliego. De acuerdo a los resultados, se regulaban el alza y el punto de mira, y se completaban los 7 disparos.

## Fuerzas que las utilizaron
De todas las Fuerzas Armadas la que más pistolas compró fue el Ejército Argentino. Prefectura Naval podía ser que no tuviera ninguna inscripción o solo el escudo y la Policía de Santa Fe marcaba sus pistolas fuera de la FMAP.
- Fuerza Aérea
- Ejército Argentino
- Prefectura Naval
- Marina de Guerra
- Ministerio del Interior – Policía de los Territorios Nacionales
- Policía de Santa Fe
- Policía de la Provincia de Buenos Aires
- Servicio Penitenciario de la provincia de Buenos Aires
- Policía Federal de Argentina
- Consejo Federal de Seguridad
- Secretaría de Comunicaciones
- Gendarmería Nacional

## Variantes en la fabricación

### Pistolas del Ejército Argentino recicladas por la FMAP "Rosario"
El Ejército había retornado a la FMAP "Rosario" un número de Sistema Colt, que fueron recicladas y luego vueltas a entregar (o vendidas) a alguna Fuerza de Seguridad, siendo lo más probable a una Policía provincial. Durante el proceso de reciclado en FMAP "Rosario", se les habrían borrado el Escudo Nacional y la inscripción "Ejército argentino" de la corredera. Lo más interesante fue que se les cambiaron los cañones por otros nuevos. Luego estas Sistema habrían sido repavonadas, obviamente con los productos y procesos que se utilizaban en FMAP "Rosario". Una forma de reconocer estas pistolas recicladas es verificando que:
1. El número de serie corresponde a pistolas adquiridas originalmente por el Ejército
2. El número de serie que aparece grabado en el cañón tiene la dirección del eje del ánima en lugar de ser perpendicular respecto de la recámara cuando este es inferior al #99.999.
3. El lado derecho del armazón está marcado con un asterisco y la letra "B" y el lado izquierdo con un asterisco y la letra "F", o en el mismo lado.

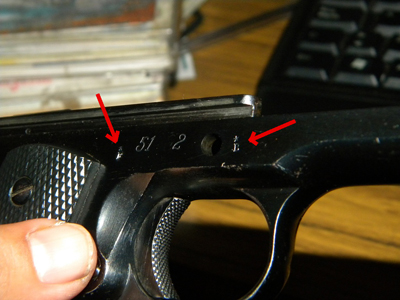
Aquí se puede observar los dos cuños en un mismo lado.

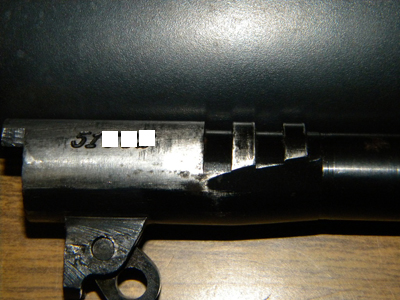
El número menor a 100.000 es paralelo al eje del cañón.

Como es sabido, la fábrica Domingo Matheu marcó el número de serie del cañón en sentido perpendicular al del eje hasta la pistola con número de serie 99.999. Cuando el número de serie alcanzó el 100.000, se lo comenzó a marcar en el mismo sentido del eje del ánima. El uso del marcaje asterisco *"F" o asterisco *"B" se empezó a usar con los sistemas que están marcadas en el lado izquierdo de la corredera con el logotipo FM y el marcaje "Fábrica Militar de Armas Portátiles Rosario", etc. Esto indicaría que estas pistolas habrían sido recicladas no antes de 1964.

### Pistolas de la Fuerza Aérea Argentina
Las pistolas que fueron destinadas a la Fuerza Aérea Argentina, eran las únicas que en vez de tener el escudo argentino tenían el escudo alado perteneciente a la fuerza. Aparte de esto la inscripción de “Sist. Colt Cal. 11,25 mm Mod. 1927” tenía una tipografía diferente. Luego más adelante en la producción se “normalizó” esta tipografía. En la foto siguiente se pueden apreciar los dos marcajes. El de la #96307 es el último que se utilizó y se lo encuentra a partir del rango #80000 del número de serie.

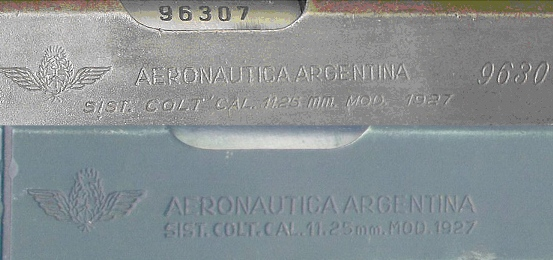
Aquí se ven las 2 tipografías de los marcajes de Aeronáutica.

Todas las pistolas salieron de la FMAP “Domingo Matheu” pavonadas. Luego la Fuerza Aérea implantó un Plan de Repotenciacion de su arsenal, que implicó el “reciclado” de las pistolas que consistía en enviarlas a la Fábrica Halcón donde se las fosfató (por eso su color verdoso) y se le cambiaron cañones y cargadores en caso de que los necesitaran. Pero no todas las pistolas de la Fuerza Aérea fueron fosfatadas, algunas, que son las menos quedaron pavonadas.

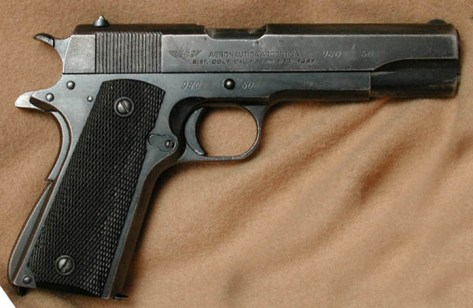
Pistola con pavonado original.

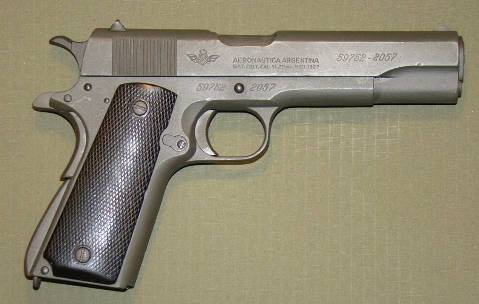
Pistola fosfatada "repotenciada".

### Pistolas del Ejército Argentino fosfatadas

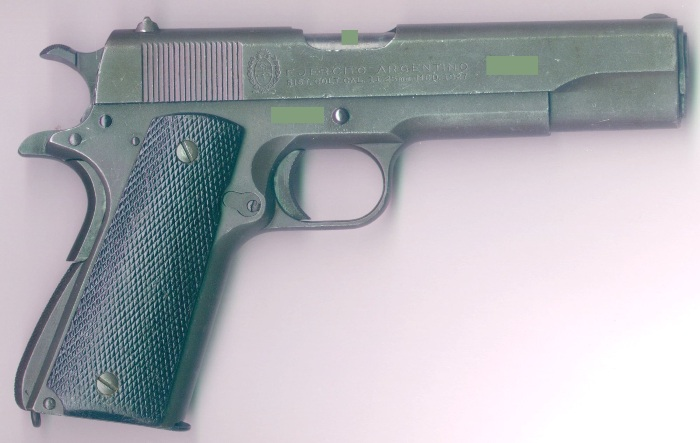
Pistola del Ejército Argentino fosfatada.

El fosfatado o parkerizado tiene mayor resistencia que el pavonado a la oxidación. El Ejército Argentino adquiría pistolas Sistema Colt calibre 11,25 mm para almacenar, pero previamente les quitaban el pavonado y las parkerizaban para que "resistieran" más estando guardadas. Y como para quitar el pavonado se debe pulir, les retocaban los marcajes al final a veces, con un pantógrafo. (enlace roto disponible en Internet Archive; véase el historial, la primera versión y la última).

### Cachas con y sin refuerzos

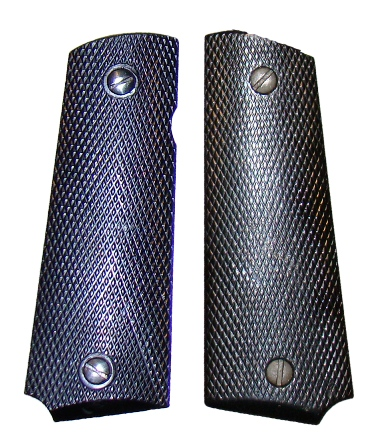
Cachas o grips Fornalit de material plástico termorrigido con y sin refuerzo.

Puede ser que las primeras Sistema tuvieron cachas de madera con estrías verticales al estilo de la Pistola Ballester-Molina y/o segrinadas.  Luego se usaron cachas de material termorrígido color negro que estaban huecas en su interior (necesita confirmación). Posteriormente se utilizaron cachas de material termorigido color negro macizas de la fábrica Fornalit vulgarmente llamadas “de baquelita”. Finalmente se emplearon cachas idénticas a las últimas mencionadas pero con anillos de refuerzo alrededor de los agujeros para los tornillos.
Las cachas fornalit, además de tener o no refuerzos, también venían con números en la parte de atrás (1,2,3 y 4)

### Diferente corte del armazón

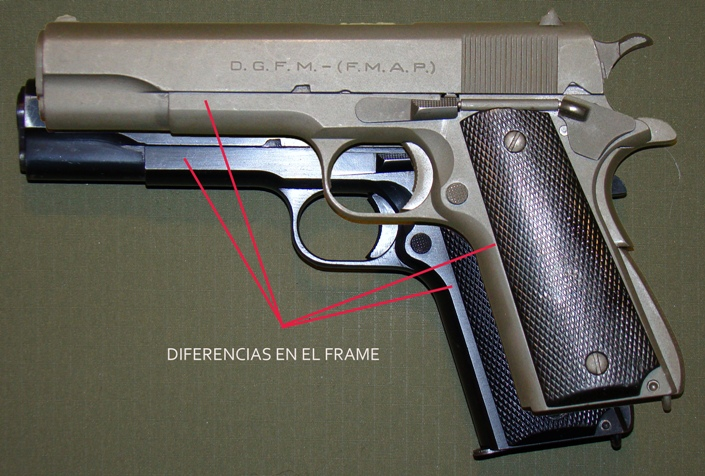
Los 2 tipos de armazón con sus diferencias.

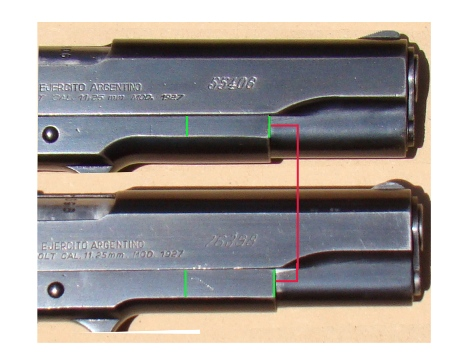
Diferente configuración del armazón.

Se puede ver un cambio en el corte del armazón de la pistola Sistema Colt Modelo 1927.  El cambio consiste en que la parte de delante del mango de los primeros armazones es más redondeada, es decir con un radio más pequeño que el nuevo modelo. Se observa esto al colocar las mismas cachas en uno u otro modelo ya que en el nuevo, la distancia de la cachas al borde recto donde empieza la parte curva, es mayor.
Lo mismo hubo un cambio en la parte de afuera de donde se aloja la guía del resorte de recuperación.  Este también consiste en ampliar el radio de la parte curva, resultando más ancha la parte .
Se podría fijar fecha de cambio con los números de serie que al parecer fue en el año 1951. La fabricación este año fue de 8011 pistolas en el rango 62629 al 70639. 
Hasta el #67530 es el viejo #68593 es nuevo. Es decir fue en medio de la producción. Pero lo más probable que no todas las máquinas hayan sido modificadas al mismo tiempo ya que se pueden observar algunas pistolas con los números de serie #67261 y 67435 con el armazón nuevo, lo que significaría que habría una superposición. Pero luego del año 1951 ya la modificación es permanente.

### Estuche del muelle real

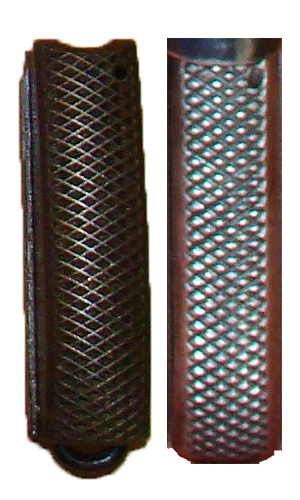
Diferentes segrinados del estuche del muelle real.

El estuche del muelle real al principio estaba segrinado en "positivo" y luego se lo segrinó en "negativo". El estuche segrinado en positivo se fabricaba por arranque de viruta y el segrinado en negativo se lo moleteaba, es decir que se marcaba una impronta por deformación plástica. Con esto se simplificó y abarato el proceso de fabricación. 
De todas formas a pesar de que la mayoría de los estuches son de segrinado en negativo durante toda la producción de pistolas por la FMAP Domingo Matheu o Rosario también se utilizaron de vez en cuando los estuches con segrinado positivo. No se puede corroborar si estos eran remanentes de los primeros lotes de piezas fabricadas en los inicios de la producción o si se fabricaron regularmente en conjunto con las de segrinado negativo. De estos también hay de dos tipos, con un margen liso a ambos lados de unos 2 mm y totalmente cuadrillados.

### Evolución de los marcajes del Ejército Argentino[4]

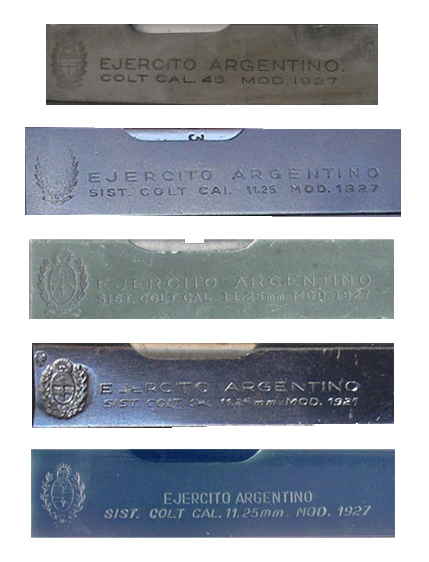
Evolución en orden cronológico de acuerdo a su número de serie de los marcajes de las pistolas del Ejército Argentino. A destacar el tercero, bastante poco habitual.

Principalmente lo que vamos a ver es la evolución de los marcajes de las pistolas del Ejército Argentino ya que las otras dependencias no compraron tantas como este, por ende los marcajes son más "estables".
El primer marcaje de la se lo utilizó desde los comienzos hasta el número 246XX; este es idéntico al marcaje de que utilizaban las pistolas Colt del Ejército Argentino provenientes de Hartford. El segundo de los marcajes se lo ubica entre los números 246XX y 277XX y se caracteriza porque es el primero en el que se le pone Sistema Colt, pero no acompaña al 11,25 del calibre, el símbolo mm. Estos rangos no son precisos por lo tanto puede ser que haya superposición en los rangos y son más bien por aproximación según la observación de distintas pistolas.
Del tercer marcaje no hay mención en ningún lado y se ha listado por la observación del mismo en una pistola del Ejército Argentino. 
El cuarto marcaje se ha visto desde el N° 33xxx hasta el número 45943 y tiene el símbolo mm ya grabado. Y el último es el que más se conoce y más habitualmente se encuentra cuando uno observa una pistola del Ejército Argentino.